# Holland-Wieselmaki

Verbreitungsgebiet (rot)

Der Holland-Wieselmaki (Lepilemur hollandorum) ist eine auf Madagaskar lebende Primatenart aus der Gruppe der Wieselmakis innerhalb der Lemuren. Die Art wurde 2009 erstbeschrieben, der Name ehrt die Philanthropen Dick und Mary Holland, die unter anderem junge madagassische Wissenschaftler unterstützen.
Mit rund 0,99 Kilogramm Gewicht zählen Holland-Wieselmakis zu den größeren Vertretern der Wieselmakis. Ihr Fell ist am Kopf, an den Schultern und am vorderen Teil des Rückens rötlich-braun, der hintere Teil des Rückens ist in einem helleren Graubraun gefärbt. Der Bauch und das Gesicht sind hellgrau gefärbt, der lange Schwanz ist dunkelbraun und wird zur Spitze hin schwarz. Der Kopf ist rundlich, die Augen sind groß, die Ohren ragen aus dem Fell hervor. Wie bei allen Wieselmakis sind die Hinterbeine deutlich länger als die Vorderbeine.
Bislang sind diese Primaten nur aus dem Mananara-Nord-Bioreservat an der Ostküste Madagaskars bekannt, ihr Lebensraum sind demnach tropische Regenwälder. Ihre Lebensweise ist noch nicht erforscht, wie alle Wieselmakis dürften sie nachtaktiv sein, sich senkrecht kletternd und springend am Geäst fortbewegen und sich rein pflanzlich ernähren.
Die IUCN stuft die Art als vom Aussterben bedroht ein.